# عبري (سلطنة عمان)

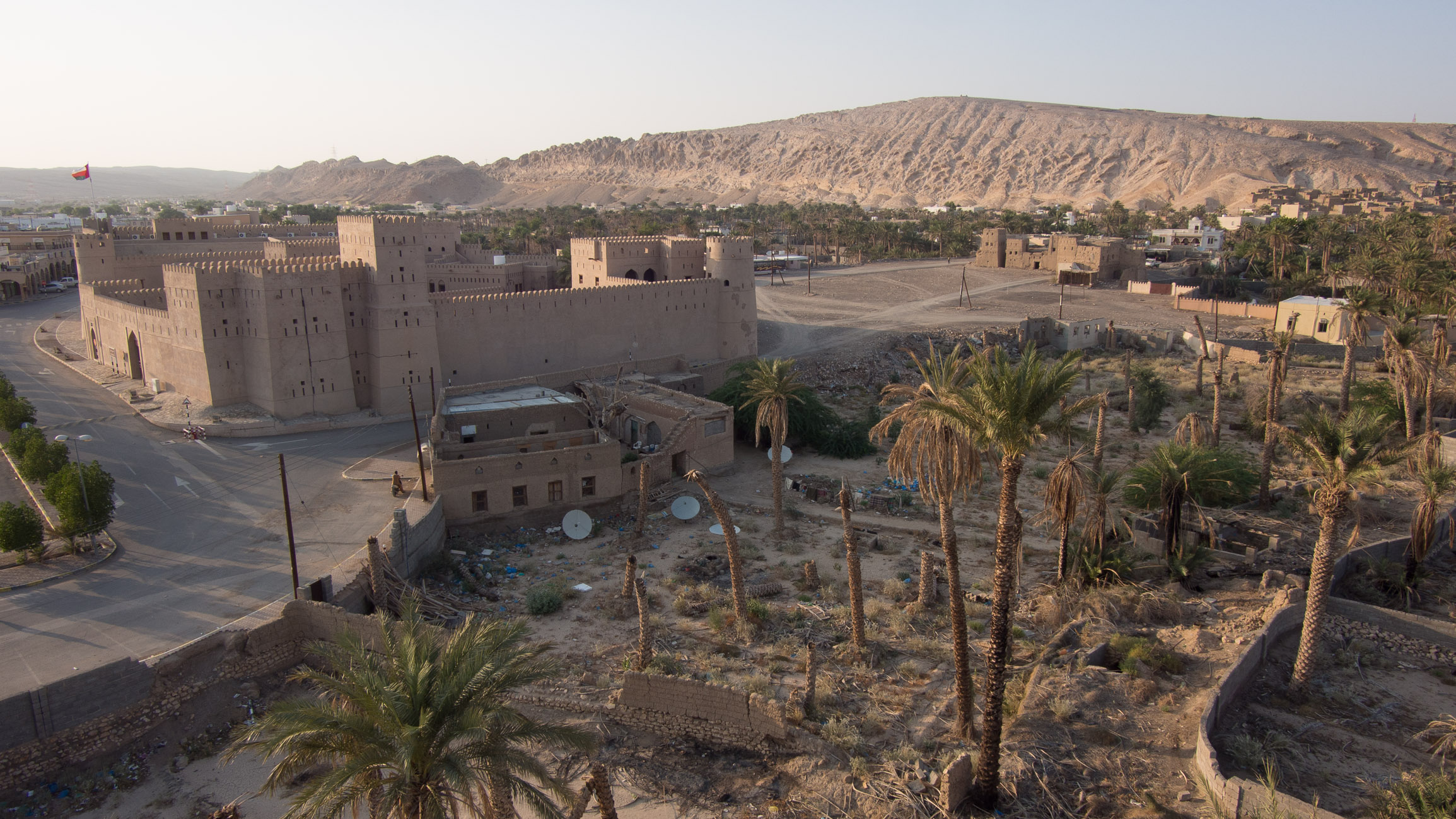

مدينة عبري هي إحدى مدن محافظة الظاهرة وتعتبر أحد المراكز الإقليمية في غرب وتمتزج فيها ثلاث بيئات الحضريه، و البدويه، و الريفيه سلطنة عمان، وتبعد عن مسقط العاصمة بنحو 279 كيلومترا. وتتميز مدينة عبري بموقعها الفريد الذي يربط السلطنة بالمناطق الأخرى في الجزيرة العربية ومن ثم كانت معبرا للقوافل التجارية منذ قديم الزمان، كما تضم العديد من المواقع الأثرية كالقلاع والحصون والتي منها قلعة السليف الشهيرة.
اللبس التقليد لولاية عبري يتكون من الثوب ويسمى المخور وغطاء الراس (الشال أو الشيله)والبرقع

## موقع ولاية عبري
ولاية عبري تعتبر أهم ولايات منطقة الظاهرة، وتقع بين خطي عرض 23.15° و23.3° شمال خط الاستواء وخطي طول 56.38° و56.56° شرق خط جرينتش. وتقع على ارتفاع 200 متر عن مستوى سطح البحر. تتميز بأنها نقطة التقاء حدود السلطنة مع دولتين خليجيتين هما الإمارات العربية المتحدة والمملكة العربية السعودية، مما أكسب ولاية عبري موقعا مميزا وجعلها مركزا تجاريا واقتصاديا وبشريا هاما.
تجاورها شمالا ولايتى صحم (التابعة لمحافظة شمال الباطنة) والرستاق (التابعة لمحافظة جنوب الباطنة)، ومن جهة الشمال الغربي تجاورها ولايات ينقل وضنك والبريمى وجنوبا ولايتا آدم التابعة للمنطقه الداخلية وهيماء التابعة للمنطقه الوسطى ومن جهة الغرب تتصل بصحراء الربع الخالى.
وتعتبر ولاية عبري من أكبر ولايات السلطنة من حيث المساحة.

## السكان
تعتبر ولاية عبري أكبر ولايات محافظة الظاهرة من حيث عدد السكان وهي من الولايات ذات التعداد السكاني الكبير على مستوى السلطنة، حيث يقدر عدد سكانها بأكثر من 116 ألف نسمة حسب التقديرات الرسمية في عام 2010م.

## أهـم الأسـواق بالولايـة
يعد سوق ولاية عبري معلما حضاريا هاما ومحطة اقتصادية وسياحية نشطة وهو أشهر وأكبر أسواق منطقة الظاهرة وذو سمعة تجارية واسعة، حيث يقع هذا السوق في قلب مدينة عبري وملاصقا للحصن.
وسوق عبري يعتبر من أكبر الأسواق القديمة بالسلطنة وهو مبني على طراز معماري يشبه الأسواق الإسلامية القديمة، ويتميز هذا السوق بوجود أقسام تخصصية مثل: دكاكين بيع وصياغة الذهب والفضة، ودكاكين لبيع المستلزمات الشعبية، ومكان مخصص لبيع الحيوانات.هذا وتعتزم وزارة البلديات الإقليمية إعادة بناء وترميم هذا السوق ضمن برامجها في هذه الخطة الخمسية.

## أهم المعالم والآثار بالولاية
1- مقبرة بات
تتمتع ولاية عبري بمقومات سياحية فريدة ونادرة تتناغم فيها المعالم الطبيعية والتراثية مشكلة لوحة جمالية تشد الزائر إليها، وتمتزج الجوانب السياحية المنتشرة في بيئاتها الثلاث (الحضرية، الريفية والبدوية)، وينطق التاريخ بتراثها ومبانيها الشامخة ويتغنى الشعراء بطبيعتها الساحرة. وأهم المواقع الأثرية هي:-

### آثار قرية بــات
هي عبارة عن مدافن مستديرة الشكل كخلايا النحل وهي مبنية من الحجارة قد بدت عليها ملامح التطور من مدافن خلايا النحل إلى مدافن حضارة أم النار. وقد تم تسجيل هذه الآثار ضمن قائمة التراث العالمي بمنظمة اليونسكو لعام 1988م هذا وكانت التنقيبات الأثرية بالموقع قد بدأت في عام 1973 م وانتهت في عام 1983 م وقد أرخ الموقع إلى فترة الألف الثالث قبل الميلاد - العصر البرونزي-، وتبعد قرية بات عن مركز الولاية بحوالي 30 كم.

### الحصون
هناك مجموعة من الحصون في ولاية عبري، ومن أهم الحصون:

#### حصـن العراقي
كذلك حصن العراقي الذي يقع وسط بلدة العراقي العريقة الذي يتميز بأبراجه وقربه من السوق القديم للبلدة كذلك قربه من جامع الإمام جابر بن زيد بالعراقي كما يقع هذا الحصن بالقرب من المجلس العام للبلدة.

#### حصـن عبـري
في وسط المدينة يوجد حصن جميل و عريق يسمى حصن عبري ملاصقا لسوقها القديم ويعود تاريخ بنائه إلى 400 سنة حيث كان أول من أسس حصن عبري هم النباهنة. وبه أكبر جامع من الطراز القديم فقد بني هذا المسجد على هندسة عجيبة حيث أن السقف قد بني بالحصى المشدود وهو يعتبر من التحف العجيبة. هذا وقد قامت وزارة التراث القومي والثقافة بإعادة بناء أجزاء الحصن المنهارة وترميم الباقي وذلك عام 1993 م.

#### حصـن السليف
يقع هذا الحصن الأثري الذي بناه الإمام سلطان بن سيف اليعربي خلال (1123 هـ – 1131هـ) (1711م – 1718 م) على سفح جبل شنبوه الذي يطل على وادي السليف ويتميز هذا الحصن بسوره الكبير الذي يحيط به من جميع الجهات، ويوجد بهذا الحصن سبعة أبراج، أشهرها برج الريح.

#### حصــن العينين
هذا المبنى عبارة عن بيت محصن، ومربع الشكل وقد بناه الشيخ ناصر بن محمد بن ناصر الغافري، عام (1154هـ – 1740 م) وهو مبنى دفاعي مكون من طابقين فهو موقع أثري واضح المعالم ويطلق عليه بيت العينين. وقد تغنى به الشعراء لدوره التاريخي وروعة فنه المعماري.

#### حصــن ريمي
يقع حصن ريمي في شمال ولاية عبري ببلدة بلاد الشهوم، ويتميز بكونه من أهم معاقل المدافعين عن البلدة ضد الأعداء. يعود بناء حصن ريمي إلى القرن السابع عشر خلال فترة حكم النباهنة لعَمان.وبه ميزة ان المياه يتم استخراجها من داخل البئر العميقة الموجودة فيه.
هذا إلى جانب أن هناك عددا آخر من الأبراج والحصون منتشرة في مختلف قرى وبلدات الولاية مثل حصن الأسود بمقنيات وحصن العراقي وحصن بيت العود بكهنات وحصن بيت القرن بالهيال وحصن الدريز، وقلعة الإفلاج، وحصن المعمور.

## عبري الأصالة والمعاصرة
ينتشر سكان عبري في 244 قرية تقريبا. كانت عبري تاريخيا معبرا للقوافل التجارية ومركزا مهما من مراكز الطرق البرية بين السلطنة ودول الخليج العربية الأخرى ولعلها اكتسبت تسميتها (عبري) من ذلك الموقع المتميز..وهي تتميز _ حاضرا _بأحتضانها لعدد من حقول النفط والغاز الذي يعد واحدا من أهم مصادر الدخل القومى للبلاد حاليا وتتميز ولايه عبري بتعدد معالمها الاثريه ما بين حصون وقلاع وأبراج فضلا عن وجود آثار (بلدة بات) التي هي ثاني موقع تدرجه منظمة اليونسكو ضمن قائمه (التراث العالمي) في سلطنه عمان بعد (قلعه بهلا) في المنطقة الداخلية. وتقع (بات) شرقي ولايه (عبري) حيث كانت (البعثة الدنمراكيه) بالتعاون مع دائره الآثار بوزراة التراث القومي والثقافة قد قامت بالتنقيب في هذا الموقع عام 1976م مما أدى إلى الكشف عن وجود مدافن تبعد بمسافه حوالي 2 كيلومترا شمالا عن القرية الداخلية ويحتوى الجزء الجنوبي من الموقع على عدد من المدافن من طراز (ام النار) التي تم التعرف عليها عن طريق نظام الجدار الداخلى منها ومن خلال الفخار المبعثر حوال المدينة.
أما الجزء الشمالى من الموقع الاثري فهو يضم مدافن من طراز (خلايا النحل) والتي تشبه في بنائها المدافن المعروفة في المنطقة كما تم اكتشاف نقطه أخرى تضم مائه مدفن مبنيه من الحجارة وقد بدت عليها ملامح التطور من مدافن (خلايا النحل) إلى مدافن (ام النار) حيث تتميز الأولى بأنها تضم ما بين مدفنين إلى خمسه أما الثانية فهي (مدافن جماعية) والتي اكتشفت منها 20 مدفنا وفي هذه المدافن_ بطرازيها_ تم العثور على قطع من الفخار الأحمر والذي يشبه فخار منطقه (جمدت نضر) بالعراق كما تم العثور كذلك على فخار جيد الصنع أحمر اللون مزخرف بخطوط سوداء (خفيه) وقطع أخرى تظهر بها (براويز) يبدو أنها مخصصه للتعليق وهو النوع الذي كان شائعا في مدافن ومستوطنات حضاره (أم النار) التي عرفتها المنطقة والمناطق المجاورة لها وفي بلدة (بات) أيضا تم اكتشاف بناء مستدير الشكل يحيط جدار من الحجارة المربع وعلى جانبه الجنوبي الشرقي _إلى مدخل المبنى_ تم الكشف عن (مصطبه نقود)...كما عثر المكتشفون على بئر يقسم البناء نصفين في كل منهما حجرات مستطيله متتاله ي بدون مداخل أو ممرات تصل بين حجرات أو تربط بعضها بالبعض الآخر وكذلك بدون هذه الحجرات لم تكن مخصصه للسكن وأن البئر المكتشف في وسط المبنى ربما تكون مشابهه في التخطيط والتقسيم لهذا البناء وبعد الدراسة الأثريه المستفيضه اعتبرت هذه المباني الحجرات الست بأنها كانت تلعب دور أبراج الحراسة للمنطقه وتكمن أهمية موقع بات التاريخية في كونه يقع عند ملتقى الطرق التجارية القديمة حيث كانت القوافل تمر بهذا الموقع محمله بالبضائع المتجهه إلى المواقع الأخرى..كان هذا عن موقع (بات) الأثري العالمي..فماذا عن المواقع الأثريه الأخرى ه ي ولايه (عبري)؟؟ هناك الحصون التي يعتبر (حصن عبري) من أهمها جميعا حيث يرجع تاريخ بنائه إلى 400 سنه ماضيه وهو يقع في وسط المدينة بالقرب من السوق القديم للولاية ويتميز بالنقوش التاريخية والاثريه ويتكون من عدة صباحات _بوابات_ منها صباح (سنسله) المواجهة لمدخل السوق وصباح (الحصن) الذي هو مدخل الرئيسي وصباح (الوسطى) والمستخدم للبرزة كما يوجد في داخل الحصن جامع كبير كان مخصصا لتاديه صلاه الجمعة وسائر الصلوات الأخرى وبالحصن بئران على مقربه منها يقع إسطبل للخيول وبه برجان أولهما في الجانب الشمالى مصلا على السوق القديم والاخر في الجانب الجنوبي لإلى ذلك يوجد بحصن عبري (قلعه رباعيه) وهو يمتاز بسوره الكبير أيضا.
كذلك حصن العراقي الذي يقع وسط بلدة العراقي العريقة الذي يتميز بأبراجه وقربه من السوق القديم للبلدة كذلك قربه من جامع الإمام جابر بن زيد بالعراقي كما يقع هذا الحصن بالقرب من شريعة فلج العراقي.
أما حصن جبل الشحشاح فقد كان مركزا أسياسيا للمدينة في الزمن القديم وفي اسفله تم العثور على بئر للمياه مطوبه بالطين ولا تزال أثارها باقيه وهناك حصن (الأسود) الذي يرجع تاريخ بنائه إلى العام (972 هجري) وهو منيع مرتفع يضم أربعة أبراج هي: برج الريح _برج المراقبة والمطامر_ الصباح _وبرج سليمان وهناك حصن (الدريز) والذي يعتبر حصنا دفاعيا رئيسيا به برجان وعدة أبواب ومن الحصون الأخرى: حصن الغبى الذي هو (بيت الدك) الأثري ويوجد به عدة أبراج كما أن هناك بيت أثري آخر_ وليس حصنا_معروف باسم (بيت الصاروج) وهناك حصن العينين وحصن السلمى ومن أهم الأبراج في الولاية برج (الشريعة) الذي كان مستخدما للدراسة كما أن بها قلعه (السليف) التي بناها الأمام سلطان بن سيف اليعربي وهي تتكون من عدة مبانى ومنازل ويحيطها سور به عدة أبراج عاليه ويمر اسفل القلعة فلج كما بها مسجد وبئر للمياه ومن المالم السياحية بولايه عبري _ إضافة ألى المعالم السياحية الثريه السابقة – العيون والأفلاج ففي بلدة (مقنيات) توجد عين (الحيدث) وكذلك عين (الجناة) التي تقع وسط غابات من النخيل وأشجار المانجو.
أما الأفلاج فأهمها فلج (المفجور) بعبري..وأفلاج المبعوث _العراقى_العينين_الدريز_القروان..كما يوجد معلم سياحى آخر وهي بلده (ضم) بوادي العين والتي تتوافد إليها أعداد كبيرة من المواطنين والمقيمين للنزهه وخاصه أثناء هطول المطار حيث تجري شلالات المياه من جبل الكور وجبل الأخضر ويعتبر جبل الكور الذي يقع بوادي العين من المناطق السياسية في ولايه عبري نظرا لحتوائه على المناظر طبيعه خلابه وهناك طريقان يؤديان إلى هذا الجبل أحدهما منولايه الحمراء بالمنطقة الداخلية والثاين منولايه عبري نفسها وتتعدد الحرف والصناعات والفنون التقليدية بولايه (عبري) فمن أبرز الحرف: الرعى_تربيه الحيوانات_ النسيج_ والزراعة التي تتنوع محاصليها مثل التمور بأنواعها المختلفة الحنطة (القمح)_البرتقال_العنب_ الحمضيات_الخضروات والأعلاف الحيوانات ومن أهم الصناعات: البشوت والمناسيل _الخروج المركشه وغيرها من أدوات تزيين الأبل_الخوصيات_الجلود_الفخار _السعفيات_ مواد البناء التلقليديه_والحلوي العمانيه..ومن الفنون التقليدية للولاية: العياله_الميدان _الويليه_ وزفة العروس.
وكانت ولايه عبري من الولايات التي امتدت إليها مسيره الخير بيد العطاء الوفير الذي تشهده البلاد في ظل القيادة الواعيه للسلطان قابوس..ففى مجال الرعاية الصحية: هناك مستشفى تنعم الذي يعد (مرجعا) لمختلف أرجاء الولاية إضافة إلى سته مراكز صحيه أخرى تقدم الخدمة الطبية المتطوره لمواطنى الولاية إينما كانوا وفي مجال الخدمات التعليمية يوجد حاليا 58 مدرسه للمراحل التعليمية الثلاث وهي تتنوع ما بين البنين والبنات كما توجد كليه المعلمين ومعهد التدريب المهنى إلى ذلك تنتشر في ولايه عبري مجموعه من المديريات العامة والوحدات والمراكز الحكومية التي تعمل على توفير الخدمات اللازمة للمواطنين في مواقعهم ومن أهمها: المديرية العامة للخدمات الصحيه_ المديرية العامة للتربيه والتعليم_ المديرية العامة للزراعه والثروة والسمكيه_ إدراة إسكان منطقه الظاهرة_ إدارة التجارة والصناعة_إدارة كهرباء منطقه الظاهرة_بلديه عبري _دائره الشؤون الاجتماعيه_ أداره مياه عبري_ إدارة موارد المياه_ مكتب العمل_مركز الطرق_ مركز تسويق المنتجات الزراعيه_ مكتب الهاتف_ مكتب الأوقاف والشؤون الإسلامية_وحده للبريد _في غرفه تجاره تجاره وصناعه عمان_ المحكمة الشرعية وكتب الوالي.
الفنون الشعبية لولاية عبري هي العازي والتغرود والرزفه والرزحة واليولة وغيرها.

## سيح المسرات
تحتضن ولاية عبري موقعا فريدا من نوعه هو (سيح المسرات) حيث اعتاد السلطان قابوس بن سعيد أن يلتقى فيه بشيوخ وأعيان ووجهاء الظاهرة في جلسات مفتوحة وحوارات مباشرة بينه وبين شعبه.